# Erle C. Kenton
Erle C. Kenton (1 de agosto de 1896 – 28 de enero de 1980) fue un director, actor y guionista cinematográfico de nacionalidad estadounidense

## Biografía
Nacido en Norborne, Misuri, su nombre completo era Erle Cauthorn Kenton. 
Director de más de 131 producciones entre 1916 y 1957, Kenton fue, junto a Edward Ludwig, uno de los principales realizadores de la serie televisiva emitida en 1958-1960 por la CBS The Texan, protagonizada por Rory Calhoun.
Erle C. Kenton falleció en Glendale, California, en 1980, a causa de una enfermedad de Parkinson. Fue enterrado en el Cementerio Forest Lawn Memorial Park de Glendale.

## Selección de su filmografía
- Down on the Farm (1920)
- A Small Town Idol (1921)
- A Fool and His Money (1925)
- Red Hot Tires (1925)
- The Rejuvenation of Aunt Mary (1927)
- Bare Knees (1928)
- Companionate Marriage (1928)
- Song of Love (1929)
- Mexicali Rose (1929)
- X Marks the Spot (1931)
- Island of Lost Souls (1932)
- From Hell to Heaven (1933)
- Search for Beauty (1934)
- You're Telling Me! (1934)
- Party Wire (1935)
- The Public Menace (1935)
- The Devil's Playground (1937)
- Little Tough Guys in Society (1938)
- Everything's on Ice (1939)
- Escape to Paradise (1939)
- Remedy for Riches (1940)
- Petticoat Politics (1941)
- Melody for Three (1941)
- They Meet Again (1941)
- North to the Klondike (1942)
- The Ghost of Frankenstein (1942)
- Pardon My Sarong (1942)
- Who Done It? (1942)
- It Ain't Hay (1943)
- Hit the Ice (1943)
- House of Frankenstein (1944)
- La mansión de Drácula (1945)
- The Cat Creeps (1946)
- Bob and Sally (1948)
- One Too Many (1950)